# Klas Bergling
Klas-Otto Bergling, född 7 december 1945 i Hedvig Eleonora församling i Stockholm, är en svensk företagsledare. Han är far till Avicii och grundare av Tim Bergling Foundation.
Bergling är son till dekorationsmålaren Birger Bergling och dennes danskfödda hustru Else, född Kalf. Han var under många år verkställande direktör för möbelföretaget Egyptiska Magasinet AB, som han grundade på 1970-talet, och ägde flera kontorsvaruhus i företaget Skottes. Han är verksam i sonen Aviciis svenska bolag, där han är styrelseordförande i Avicii Music AB samt ledamot i Avicii AB och moderbolaget Avicii Holding AB. Avicii Music AB hade en vinst på 153 miljoner under tiden från 2011 till 2014, 79 miljoner 2015 och 46 miljoner 2016 då sonen slutade turnera.
Han medverkade i Börje Peratts dokumentärserie Rapport från en Attachéportfölj om en säljares liv i sex avsnitt för radion 1978. Vidare medverkade han i Peratts film Skattjakten – orienteringsskola med Annichen (1988). Tillsammans med sin andra hustru var han också med i Söndagsöppet på SVT1 den 29 november 1998.
Bergling var 1970–1987 gift med Birgitta Eriksson (född 1947) och fick en dotter 1971 och en son 1976. År 1988 gifte han sig med skådespelaren Anki Lidén (född 1947) och fick sonen Tim (1989–2018), känd som Avicii.
År 2019 grundade Bergling och hustrun Anki Lidén stiftelsen Tim Bergling Foundation.